# Vierschanzentournee 1955/56
Bei der 4. Vierschanzentournee 1955/56 fand das Springen in Oberstdorf am 31. Dezember statt, am 1. Januar folgte das Springen in Garmisch-Partenkirchen und am 6. Januar das Springen in Innsbruck. Die Veranstaltung, die für Bischofshofen geplant war, wurde aufgrund des Schneemangels nach Hallein auf die Zinkenschanze verlegt und am 8. Januar durchgeführt. Erstmals nahmen Springer aus der DDR, Kanada, der Sowjetunion und der ČSSR teil, dafür fehlten die schwedischen Athleten. Dabei stellte die Sowjetunion mit Nikolai Kamenski gleich den Tourneesieger. Für die west- und ostdeutschen Springer waren die ersten 3 Springen, zusammen mit einem vorhergehenden Springen im thüringischen Oberhof, Qualifikationsspringen für die Teilnahme an den Olympischen Winterspielen in Cortina d’Ampezzo.

## Nominierte Athleten
| Nation           | Athleten |
| ---------------- | --- |
| BR Deutschland   | Max Bolkart, Sepp Weiler, Georg Thoma, Sepp Kleisl, Toni Brutscher, Edi Heilingbrunner, Hans Leppert, Sepp Hohenleitner, Ewald Roscher, Hermann Anwander, Toni Landenhammer, Franz Eder (12) |
| DDR              | Harry Glaß, Werner Lesser, Helmut Recknagel, Gerhard Glaß, Horst Lesser, Helmut Döbrich (6)                                                                                                  |
| Österreich       | Josef Bradl, Walter Habersatter, Rudi Schweinberger, Otto Leodolter, Alois Leodolter, Walter Steinegger, Ferdl Kerber, Albin Plank, Rudi Dietrich (9)                                        |
| Finnland         | Hemmo Silvennoinen, Eino Kirjonen, Kari Heinonen, Aulis Kallakorpi (4) |
| Jugoslawien      | Janez Polda (1) |
| Kanada           | Jacques Charland (1) |
| Norwegen         | Asbjørn Osnes, Arnfinn Karlstad, Sverre Stallvik, Olaf B. Bjørnstad (4) |
| Schweiz          | Fritz Schneider, Fritz Tschannen, Francis Perret, Rudi Bertschi, Willi Girard (5) |
| Sowjetunion      | Nikolai Kamenski, Nikolai Schamow, Nikolai Trussow, Koba Zakadse, Juri Skworzow, Wiktor Afanasjew (6)                                                                                        |
| Tschechoslowakei | Mojmír Stuchlík, Jáchym Bulín, Zdeněk Remsa, Václav Vašut (4) |

Diese Athleten sind in den allerdings unvollständigen Listen der FIS aufgeführt. Es könnten also durchaus noch mehr Athleten teilgenommen haben, vor allem für Jugoslawien ist das denkbar.

## Oberstdorf
- Datum: 31. Dezember 1955[1]
- Land:  BR Deutschland
- Schanze: Schattenbergschanze

Nach 1954 gewannen erneut die Finnen das Auftaktspringen in Oberstdorf. Dabei erreichten Eino Kirjonen und Aulis Kallakorpi exakt die gleiche Punktzahl. Dahinter überraschte Tourneuling Harry Glaß aus der DDR mit dem 3. Platz. Sein Mannschaftskollege Werner Lesser vervollständigte mit Platz 6 den guten Einstand der DDR-Springer. Aber auch die westdeutschen Athleten zeigten mit den Plätzen 4, 5 und 9 eine starke Mannschaftsleistung. Der spätere Gesamtsieger Kamenski setzte mit Platz 7 ein erstes Achtungszeichen. Sein Mannschaftskollege Koba Zakadse verpasste durch einen Sturz im zweiten Durchgang mit Platz 14 eine vordere Platzierung, nachdem er im ersten Durchgang noch Bestweite geflogen war.
| Pos. | Springer         | Land           | Punkte |
| ---- | ---------------- | -------------- | ------ |
| 01   | Eino Kirjonen    | Finnland       | 224,0  |
| 01   | Aulis Kallakorpi | Finnland       | 224,0  |
| 03   | Harry Glaß       | DDR            | 219,0  |
| 04   | Max Bolkart      | BR Deutschland | 216,0  |
| 05   | Toni Brutscher   | BR Deutschland | 209,5  |
| 05   | Werner Lesser    | DDR            | 209,5  |
| 07   | Nikolai Kamenski | Sowjetunion    | 209,0  |
| 08   | Sverre Stallvik  | Norwegen       | 208,5  |
| 09   | Sepp Kleisl      | BR Deutschland | 205,0  |
| 10   | Sepp Bradl       | Österreich     | 204,5  |

## Garmisch-Partenkirchen
- Datum: 1. Januar 1956[2]
- Land:  BR Deutschland
- Schanze: Große Olympiaschanze

Auch das Neujahrsspringen wurde wieder von den Finnen beherrscht. Diesmal hieß der Sieger Hemmo Silvennoinen. Hinter dem Zweitplatzierten Eino Kirjonen sprang Harry Glaß erneut auf den 3. Platz. Somit führte nach 2 Springen Eino Kirjonen vor  Harry Glass, den aber nur ein halber Punkt vom Dritten Aulis Kallakorpi trennte. Allerdings reisten nach dem Springen die favorisierten Finnen und auch die norwegische Springermannschaft ab, um sich auf die Olympischen Spiele vorzubereiten. Somit war nach 3 Springen auf jeden Fall ein neuer Gesamtführender zu erwarten.
| Zwischenstand nach 2 Springen | Zwischenstand nach 2 Springen | Zwischenstand nach 2 Springen |
| Pos.                          | Springer                      | Punkte                        |
| ----------------------------- | ----------------------------- | ----------------------------- |
| 01.                           | Kirjonen                      | 443,5                         |
| 02.                           | Glass                         | 437,5                         |
| 03.                           | Kallakorpi                    | 437,0                         |

| Pos. | Springer           | Land           | Punkte |
| ---- | ------------------ | -------------- | ------ |
| 01   | Hemmo Silvennoinen | Finnland       | 221,5  |
| 02   | Eino Kirjonen      | Finnland       | 219,5  |
| 03   | Harry Glaß         | DDR            | 218,5  |
| 04   | Nikolai Kamenski   | Sowjetunion    | 217,0  |
| 05   | Asbjörn Osnes      | Norwegen       | 216,5  |
| 06   | Max Bolkart        | BR Deutschland | 216,0  |
| 07   | Nikolai Schamow    | Sowjetunion    | 213,0  |
| 07   | Aulis Kallakorpi   | Finnland       | 213,0  |
| 09   | Sepp Weiler        | BR Deutschland | 211,5  |
| 10   | Sepp Bradl         | Österreich     | 208,5  |

## Innsbruck
- Datum: 6. Januar 1956[3]
- Land:  Österreich
- Schanze: Bergiselschanze

Im schneearmen Innsbruck (14 Lastautos brachten 600 Kubikmeter Schnee aus der Umgebung) gab es am Dreikönigstag eine Tourpremiere: der erste sowjetische Tagessieg. Schon bei den beiden ersten Springen hatten die sowjetischen Springer ihr Potential angedeutet. Der Tagessieger Koba Zakadse stürzte jedoch bis dahin immer in einem von beiden Durchgängen. In Innsbruck stand er beide Sprünge. Nachdem er im Training mit 82,5 m einen inoffiziellen Schanzenrekord aufgestellt hatte, stellte er mit 79,5 m den damaligen Schanzenrekord auch im Wettbewerb ein. Begünstigt wurde dieser Sieg allerdings durch das Fehlen der starken Finnen. Harry Glaß verbesserte sich nochmals auf den zweiten Platz und entschied so das innerdeutsche Duell vor Max Bolkart, der Dritter wurde. Damit führte Glass mit 20,5 Punkten vor Nikolai Kamenski und dem neuen Drittplatzierten Österreicher Sepp Bradl. Insgesamt kamen allein 5 deutsche Springer unter die ersten Zehn. Nach dem Ausgang des Springens gaben die Skiverbände der DDR und der BRD den Skisprungkader für die Olympischen Spiele bekannt. Es wurden Harry Glaß, Max Bolkart, Sepp Kleisl und Sepp Weiler nominiert. Werner Lesser und Toni Brutscher wurden als Ersatz bestimmt. Nach dieser Nominierung reisten die 4 Olympiaspringer ab, da mit Innsbruck auch die innerdeutsche Olympiaqualifikation endete. Zudem sollte die erste Olympiateilnahme von DDR-Skispringern trotz der Gesamtführung von Harry Glass nicht noch gefährdet werden.
| Zwischenstand nach 3 Springen | Zwischenstand nach 3 Springen | Zwischenstand nach 3 Springen |
| Pos.                          | Springer                      | Punkte                        |
| ----------------------------- | ----------------------------- | ----------------------------- |
| 01.                           | Glaß                          | 660,5                         |
| 02.                           | Kamenski                      | 639,0                         |
| 03.                           | Bradl                         | 614,5                         |

| Pos. | Springer             | Land           | Punkte |
| ---- | -------------------- | -------------- | ------ |
| 01   | Koba Zakadse         | Sowjetunion    | 225    |
| 02   | Harry Glaß           | DDR            | 223    |
| 03   | Max Bolkart          | BR Deutschland | 217    |
| 04   | Nikolai Schamow      | Sowjetunion    | 213,5  |
| 05   | Janez Polda          | Jugoslawien    | 213,5  |
| 06   | Nikolai Kamenski     | Sowjetunion    | 213    |
| 07   | Georg Thoma          | BR Deutschland | 211    |
| 08   | Sepp Kleisl          | BR Deutschland | 208    |
| 09   | Werner Lesser        | DDR            | 206    |
| 10   | Rudolf Schweinberger | Österreich     | 206    |

## Hallein
- Datum: 8. Januar 1956[6]
- Land:  Österreich
- Schanze: Zinkenschanze

Wegen Schneemangels musste das Springen von Bischofshofen nach Hallein verlegt werden, wo auf der erst 1952 erbauten Zinkenschanze gesprungen wurde. Bei ausgedünnter Konkurrenz, auch die deutschen Olympiakader mit dem bis dahin Gesamtführenden Harry Glaß waren nun nicht mehr dabei, gelang wiederum einem sowjetischen Springer der Tagessieg. Diesmal hieß der Sieger Juri Skworzow. Es sollte sein einziger nennenswerter Erfolg in seiner Springerkarriere bleiben. Sein Mannschaftskollege Zakadse sprang zwar mit 66 m im ersten Durchgang neuen Schanzenrekord, stürzte aber wie so oft bei dieser Tournee im zweiten Durchgang. Erstmals trat die tschechoslowakische Mannschaft in Erscheinung, 3 ihrer Springer kamen unter die ersten Zehn.
| Pos. | Springer             | Land             | Punkte |
| ---- | -------------------- | ---------------- | ------ |
| 01   | Juri Skworzow        | Sowjetunion      | 218,5  |
| 02   | Mojmír Stuchlík      | Tschechoslowakei | 215,0  |
| 02   | Rudolf Schweinberger | Österreich       | 215,0  |
| 04   | Nikolai Kamenski     | Sowjetunion      | 214,5  |
| 05   | Sepp Bradl           | Österreich       | 213,0  |
| 06   | Nikolai Schamow      | Sowjetunion      | 212,5  |
| 07   | Jáchym Bulín         | Tschechoslowakei | 210,5  |
| 08   | Werner Lesser        | DDR              | 209,0  |
| 09   | Franz Eder           | BR Deutschland   | 209,0  |
| 10   | Zdeněk Remsa         | Tschechoslowakei | 208,5  |

## Gesamtstand
In der Gesamtwertung führte am Ende der sowjetische Springer Nikolai Kamenski das Feld an. Er gewann zwar kein Springen, platzierte sich jedoch immer unter den besten Zehn. Zu berücksichtigen ist jedoch, das die starken finnischen Springer nach 2 Tagessiegen abreisten. Außerdem fehlten ab Innsbruck auch die norwegischen Athleten und in Hallein war der deutsche Olympiakader auch nicht mehr am Start. Somit gelang der sowjetischen Mannschaft bei ihrem Tourneeeinstieg gleich der Gewinn der Tournee. Des Weiteren kamen noch zwei sowjetische Springer unter die besten Zehn. Neben Kamenski beeindruckte am meisten sein Kollege Zakadse mit wagemutigen Sprüngen, aber auch vielen Stürzen. Auch die erstmals angetretenen Springer aus der DDR sorgten vor allem in Person von Harry Glaß für eine positive Überraschung. Er wurde zweimal Tagesdritter und einmal Zweiter. Allerdings absolvierte er nur 3 Springen, nach denen er sogar die Tourneegesamtwertung anführte. Nur Werner Lesser nahm an allen vier Konkurrenzen teil und belegte am Ende einen respektablen 6. Platz. Altmeister Sepp Bradl belegte an seinem 38. Geburtstag nochmals einen mehr als respektablen Zweiten Platz in der Endabrechnung.
| Pos. | Springer             | Land           | Punkte |
| ---- | -------------------- | -------------- | ------ |
| 01   | Nikolai Kamenski     | Sowjetunion    | 850,0  |
| 02   | Sepp Bradl           | Österreich     | 827,0  |
| 03   | Nikolai Schamow      | Sowjetunion    | 826,0  |
| 04   | Rudolf Schweinberger | Österreich     | 818,5  |
| 05   | Koba Zakadse         | Sowjetunion    | 799,0  |
| 06   | Werner Lesser        | DDR            | 793,0  |
| 07   | Edi Heilingbrunner   | BR Deutschland | 787,5  |
| 08   | Otto Leodolter       | Österreich     | 785,5  |
| 09   | Hermann Anwander     | BR Deutschland | 781,5  |
| 10   | Hans Leppert         | BR Deutschland | 781,0  |